# John Gort
John Standish Surtees Prendergast Vereker, VI visconte di Gort (Londra, 10 luglio 1886 – Londra, 31 marzo 1946), è stato un generale britannico.
Come giovane ufficiale nella prima guerra mondiale venne insignito della Victoria Cross nella battaglia del Canale del Nord. Durante il 1930 prestò servizio come capo di stato maggiore generale imperiale (capo di stato maggiore dell'esercito), voluto fortemente da Leslie Hore-Belisha, ministro della Guerra. Divenne il comandante in capo del corpo di spedizione britannico inviato in Francia all'inizio della seconda guerra mondiale. Sorpreso dalla rapida e decisiva avanzata delle Panzer-Division tedesche, il generale Gort riuscì a salvare gran parte delle sue truppe ripiegando tempestivamente su Dunkerque e organizzando una drammatica evacuazione via mare. In seguito Gort prestò servizio come governatore di Gibilterra.

## Biografia
Nacque a Londra nella nobile dinastia dei Prendergast Vereker, un'antica famiglia anglo-irlandese. È stato arruolato nei granatieri nel luglio del 1905. Dopo la morte del re Edoardo VII nel 1910, il giovane visconte Gort divenne luogotenente e comandò il reparto dei granatieri incaricati di trasportare la bara prendendosi cura del catafalco.
È stato insignito dell'Ordine reale vittoriano per i suoi servizi. Dopo il 1910 si dedicò alla caccia alle alci in Canada e ferì accidentalmente la sua guida indiana, provocando un immediato ritorno.
Il 22 febbraio 1911, si sposò con Corinna Vereker, cugina di secondo grado. Ebbero tre figli: Charles, Joscelyn e Jacqueline, ma divorziarono nel 1925.